# Mesobracon trimaculatus
Mesobracon trimaculatus är en stekelart som beskrevs av Szepligeti 1914. Mesobracon trimaculatus ingår i släktet Mesobracon och familjen bracksteklar. Inga underarter finns listade i Catalogue of Life.